# Warwick (Automarke)

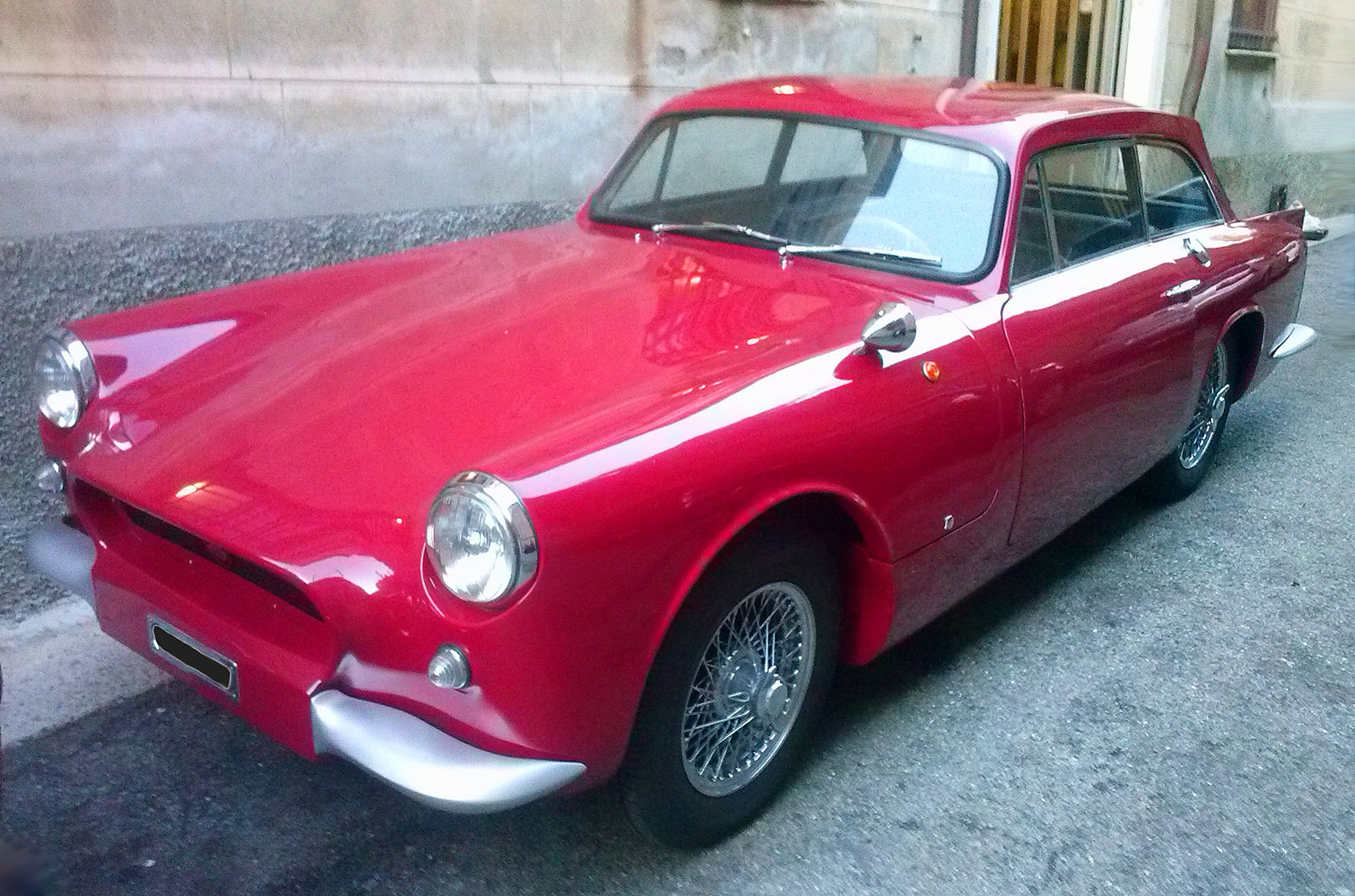
Warwick GT von 1961

Warwick war eine britische Automarke, die zwischen 1960 und 1964 von Bernie Rodger in Colnbrook, Buckinghamshire hergestellt wurde.

## Beschreibung
Im Grunde war der Warwick nur ein leicht veränderter Peerless: Die gesamte Fahrzeugfront war nun abklappbar, das Space-Frame-Fahrgestell steifer und das Armaturenbrett überarbeitet. Der Wagen wurde von einem Reihenvierzylindermotor mit 1991 cm³ (später 2138 cm³) Hubraum angetrieben, der 100 bhp (74 kW) bei 5000 min−1 (bzw. später bei 4600 min−1) leistete. Obwohl der Wagen 1960–1962 angeboten wurde, entstanden vermutlich nur 40 Exemplare.
Die Fahrzeuge waren bei einem Radstand von 2400 mm 4115 bis 4445 mm lang, 1600 bis 1626 mm breit, 1295 mm hoch und wogen 1016 bis 1067 kg.
Einer dieser Wagen wurde 1961 vom britischen Automagazin The Motor getestet. Dabei wurde eine Höchstgeschwindigkeit von 169,4 km/h und eine Beschleunigung von 0–100 km/h in 12,6 s festgestellt. Der Benzinverbrauch lag bei 8,8 l/100 km. Der Testwagen kostete £ 16.666 einschl. Steuern.
Zwei Prototypen des späteren Nachfolgers 3.5 litre oder 305 GT wurden 1961 fertiggestellt und hatten den leichten Aluminium-V8-Motor von Buick, der später von Rover übernommen wurde. Der Motor besaß 3523 cm³ Hubraum und leistete 155 bhp (114 kW).
John Gordon und Jim Keeble (der vorher den Buick-V8 in einen Peerless eingesetzt hatte) nutzten später den Warwick-Rahmen als Basis für einen Wagen, der von einem Chevrolet-Motor angetrieben, von Giugiaro entworfen und bei Bertone gebaut wurde. Er wurde ursprünglich 1960 als Gordon GT vorgestellt und ab 1964 als Gordon-Keeble gebaut.